# Ewald Marquardt
Ewald Matthias Marquardt (* 31. Januar 1931 in Rietheim; † 28. Januar 2022 in Ermatingen, Schweiz) war ein deutscher Elektrotechniker, Unternehmer und Stiftungsgründer.

## Werdegang
Ewald Marquardt nahm im Anschluss an das Abitur in Tuttlingen an der Technischen Hochschule in Stuttgart ein Studium der Elektrotechnik auf, das er 1957 mit Diplom abschloss. Er arbeitete zunächst als Patentingenieur beim Elektrogerätehersteller AEG in Berlin und Essen. Von 1962 an absolvierte er an der RWTH Aachen ein dreijähriges  wirtschaftswissenschaftliches Aufbaustudium. 1965 trat er als geschäftsführender Gesellschafter in das familieneigene Unternehmen J. und J. Marquardt KG ein. Er war dort zunächst Leiter des Geschäftsbereichs Produktentwicklung, dann des Geschäftsbereichs Finanzen und schließlich Sprecher der Geschäftsführung. 1998 zog er sich aus dem operativen Geschäft zurück, nahm aber bis 2006 als Beirat, Aufsichtsrat und Aufsichtsratsvorsitzender weiter Einfluss auf die Unternehmensentwicklung.
Im Dezember 1998 gründete Marquardt die Private Stiftung Ewald Marquardt für Wissenschaft, Technik, Kunst und Kultur. Finanziert werden Vorhaben und Einrichtungen im gemeinnützigen und mildtätigen Bereich, unter anderem Stipendien für Studierende und der Zukunftspreis, der seit 2007 alle zwei Jahre für Ideen und innovative Gestaltungen auf dem Gebiet der elektrischen Schalt-, Steuerungs- und Regelungstechnik vergeben wird.
Ewald Marquardt starb am 28. Januar 2022 im Alter von 90 Jahren in Ermatingen, Schweiz.

## Ehrungen
- Verdienstkreuz am Bande der Bundesrepublik Deutschland
- 2006: Staufermedaille des Landes Baden-Württemberg
- Verdienstkreuz 1. Klasse der Bundesrepublik Deutschland

## Schriften
- Freies Unternehmertum – Rietheim-Weilheim: J. und J. Marquardt, 1999
- Vom Ethos des freien Unternehmers – Rietheim-Weilheim: Marquardt, 2006
- Über den Tag hinaus – Rietheim-Weilheim: Verlag Robert Gessler, 2011